# John Lewis (brytyjski polityk)
John Lewis (ur. 14 grudnia 1912, zm. 14 czerwca 1969) – brytyjski polityk Partii Pracy, deputowany Izby Gmin.

## Działalność polityczna
W okresie od 5 lipca 1945 do 23 lutego 1950 reprezentował okręg wyborczy Bolton, a od 23 lutego 1950 do 25 października 1951 reprezentował okręg wyborczy Bolton West w brytyjskiej Izbie Gmin.